# Троица (Белохолуницкий район)
Троица — село в Белохолуницком районе Кировской области. Административный центр Троицкого сельского поселения.

## География
Находится на правом берегу реки Черная Холуница на расстоянии примерно 49 километров по прямой на северо-восток от районного центра города Белая Холуница.

## История
В 1591 был основан Троицко-Холуницкий монастырь, на оброк которому отдано большое количество местных земель. По переписи 1629 года за монастырем числилось 5 деревень и 7 починков. В 1710 году учтено 10 податных душ (мужского пола), в 1873 2 двора и 13 жителей, в 1905 году 5 и 20 соответственно. В 1826 14 дворов и 55 жителей, в 1950 38 и 207 жителей. Упразднен монастырь в 1763 году, земли же переданы еще в 1725 году Слободскому монастырю. Троицкая каменная церковь построена в 1808 году. Многие годы здесь размещались сельсовет, центральная усадьба колхоза «Молодая гвардия», мастерские и контора троицкого лесозаготовительного участка. В 1990-х годах лесопункт ликвидирован, колхоз распался.

## Население
Постоянное население составляло 521 человек (русские 97 %) в 2002 году, 447 в 2010.